# مارجوري لان
مارجوري لان (بالإنجليزية: Marjorie Lane)‏ هي مغنية أمريكية، ولدت في 21 فبراير 1912، وتوفيت في 2 أكتوبر 2012 في سانتا مونيكا في الولايات المتحدة بسبب مرض.

## وصلات خارجية
- مارجوري لان على موقع IMDb (الإنجليزية)